# Petersbach
Petersbach est une commune française située dans la circonscription administrative du Bas-Rhin et, depuis le 1er janvier 2021, dans le territoire de la Collectivité européenne d'Alsace, en région Grand Est.
Cette commune se trouve dans la région historique et culturelle d'Alsace. Elle fait partie du parc naturel régional des Vosges du Nord.

## Géographie

### Localisation
Petersbach se trouve dans la région naturelle de l'Alsace bossue et linguistiquement, Petersbach se situe dans la zone du francique rhénan.
La commune est à 2,4 km de Lohr, 3,2 de Ottwiller, 3,4 de Struth et 4,6 de La Petite-Pierre.

### Communes limitrophes
Le territoire de la commune est limitrophe de ceux de cinq communes :
|           | Struth     |                  |
| Asswiller | Petersbach |                  |
| Ottwiller | Lohr       | La Petite-Pierre |

### Géologie et relief
La commune se compose de 90,76 hectares de territoires artificialisés (10,14 %), 309,22 hectares de territoires agricoles (34,55 %) et 494,99 hectares de forêts et milieux semi-naturels (55,31 %).
Espaces naturels :
- Trois espaces protégés hors Natura 2000 Vosges Du Nord :

Réserve de Biosphère, zone tampon,
Réserve de Biosphère, zone de transition,
Parc naturel régional.
- Une zone naturelle d'intérêt écologique, faunistique et floristique (Znieff) :

Forêts des plateaux gréseux des Vosges du Nord.

### Hydrographie et les eaux souterraines
Hydrogéologie et climatologie
Système d’information pour la gestion des eaux souterraines du bassin Rhin-Meuse]
Territoire communal : Occupation du sol (Corinne Land Cover); Cours d'eau (BD Carthage),
Géologie : Carte géologique; Coupes géologiques et techniques,
Hydrogéologie : Masses d'eau souterraine; BD Lisa; Cartes piézométriques.
La commune est dans le bassin versant du Rhin au sein du bassin Rhin-Meuse. Elle est drainée par le ruisseau l'Eichel, le ruisseau dit Ottwillergraben et le ruisseau le Rehbach,,.
L'Eichel, d'une longueur totale de 32,4 km, prend sa source dans la commune  et se jette  dans la Sarre à Herbitzheim, après avoir traversé 16 communes. 

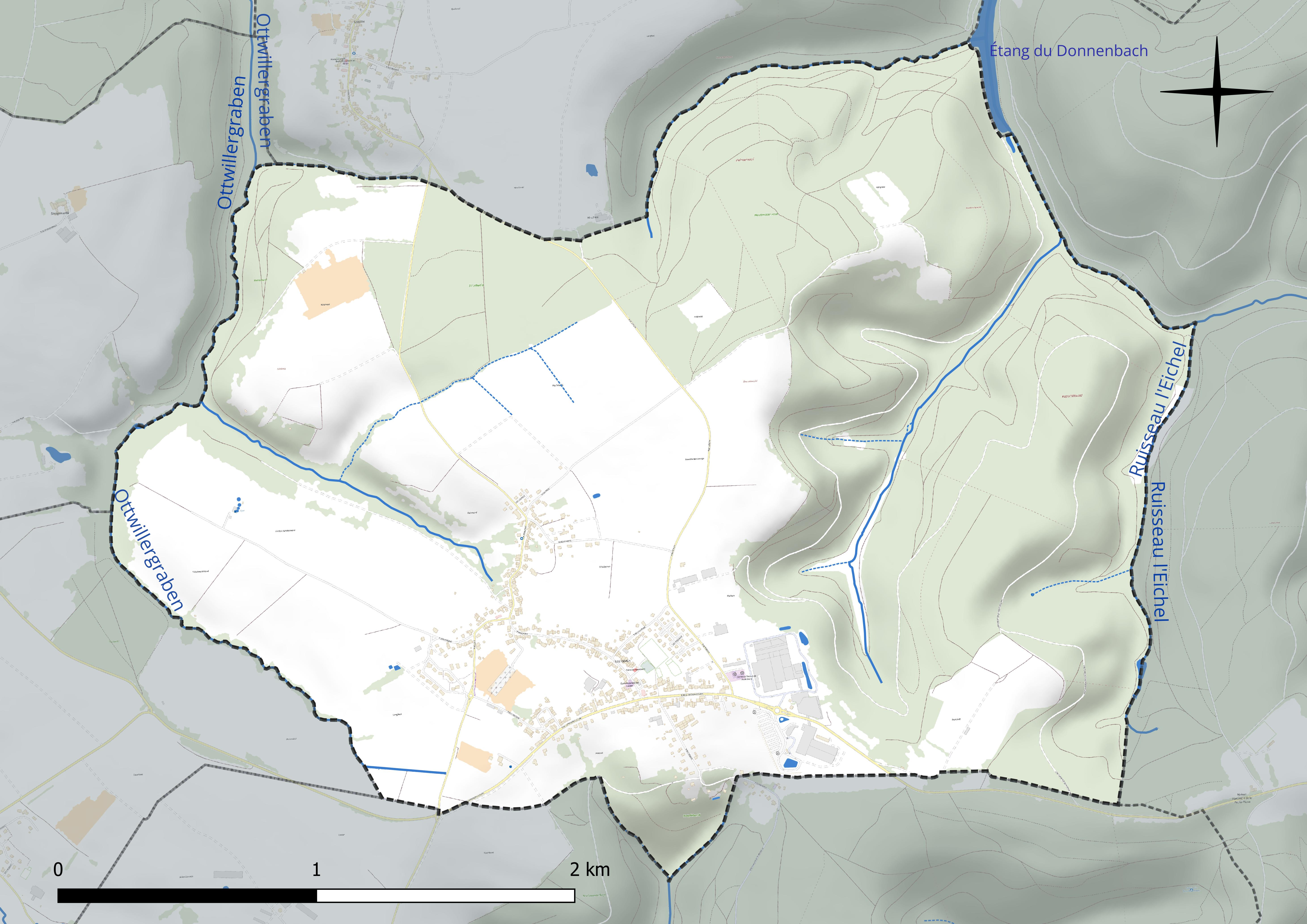
Réseau hydrographique de Petersbach.

### Climat
Pour des articles plus généraux, voir Climat du Grand Est et Climat du Bas-Rhin.
En 2010, le climat de la commune est de type climat des marges montargnardes, selon une étude du Centre national de la recherche scientifique s'appuyant sur une série de données couvrant la période 1971-2000. En 2020, Météo-France publie une typologie des climats de la France métropolitaine dans laquelle la commune est exposée à un climat semi-continental et est dans la région climatique  Vosges, caractérisée par une pluviométrie très élevée (1 500 à 2 000 mm/an) en toutes saisons et un hiver rude (moins de 1 °C). 
Pour la période 1971-2000, la température annuelle moyenne est de 9,3 °C, avec une amplitude thermique annuelle de 17,3 °C. Le cumul annuel moyen de précipitations est de 927 mm, avec 11,8 jours de précipitations en janvier et 10,4 jours en juillet. Pour la période 1991-2020, la température moyenne annuelle observée sur la station météorologique de Météo-France la plus proche, « Berg », sur la commune de Berg à 9 km à vol d'oiseau, est de 10,4 °C et le cumul annuel moyen de précipitations est de 801,8 mm. 
La température maximale relevée sur cette station est de 37,4 °C, atteinte le 25 juillet 2019 ; la température minimale est de −16,8 °C, atteinte le 7 février 2012,,. 
Les paramètres climatiques de la commune ont été estimés pour le milieu du siècle (2041-2070) selon différents scénarios d'émission de gaz à effet de serre à partir des nouvelles projections climatiques de référence DRIAS-2020. Ils sont consultables sur un site dédié publié par Météo-France en novembre 2022.

## Urbanisme

### Typologie
Au 1er janvier 2024, Petersbach est catégorisée bourg rural, selon la nouvelle grille communale de densité à sept niveaux définie par l'Insee en 2022.
Elle est située hors unité urbaine et hors attraction des villes,.

### Occupation des sols
L'occupation des sols de la commune, telle qu'elle ressort de la base de données européenne d’occupation biophysique des sols Corine Land Cover (CLC), est marquée par l'importance des forêts et milieux semi-naturels (55,2 % en 2018), en diminution par rapport à 1990 (57,1 %). La répartition détaillée en 2018 est la suivante : forêts (55,2 %), prairies (19,7 %), terres arables (11,3 %), zones urbanisées (10,1 %), zones agricoles hétérogènes (3,7 %). L'évolution de l’occupation des sols de la commune et de ses infrastructures peut être observée sur les différentes représentations cartographiques du territoire : la carte de Cassini (XVIIIe siècle), la carte d'état-major (1820-1866) et les cartes ou photos aériennes de l'IGN pour la période actuelle (1950 à aujourd'hui).

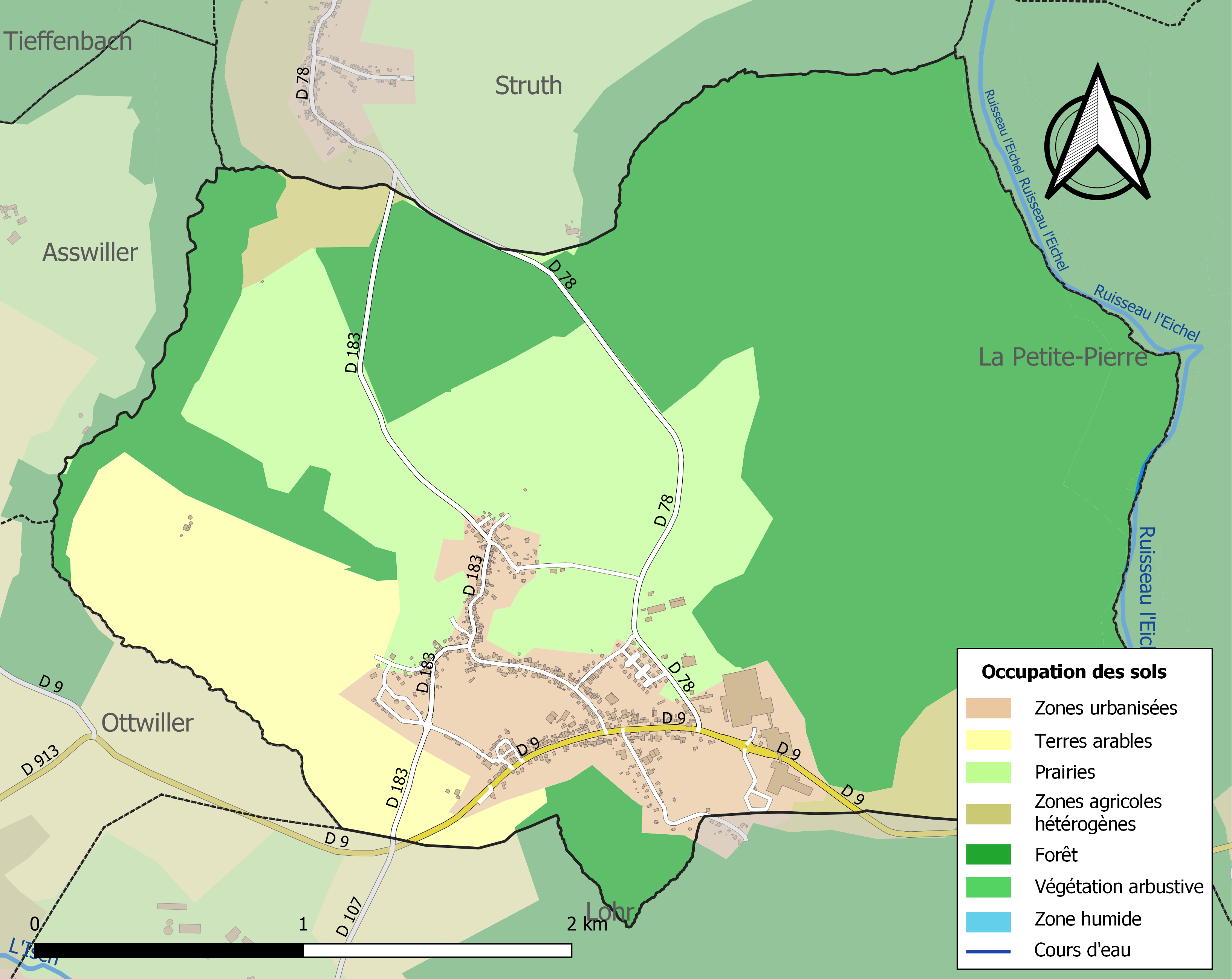
Carte des infrastructures et de l'occupation des sols de la commune en 2018 (CLC).

### Voies de communications et transports

#### Voies routières
- D9 vers Asswiller, La ëtite-Pierre.

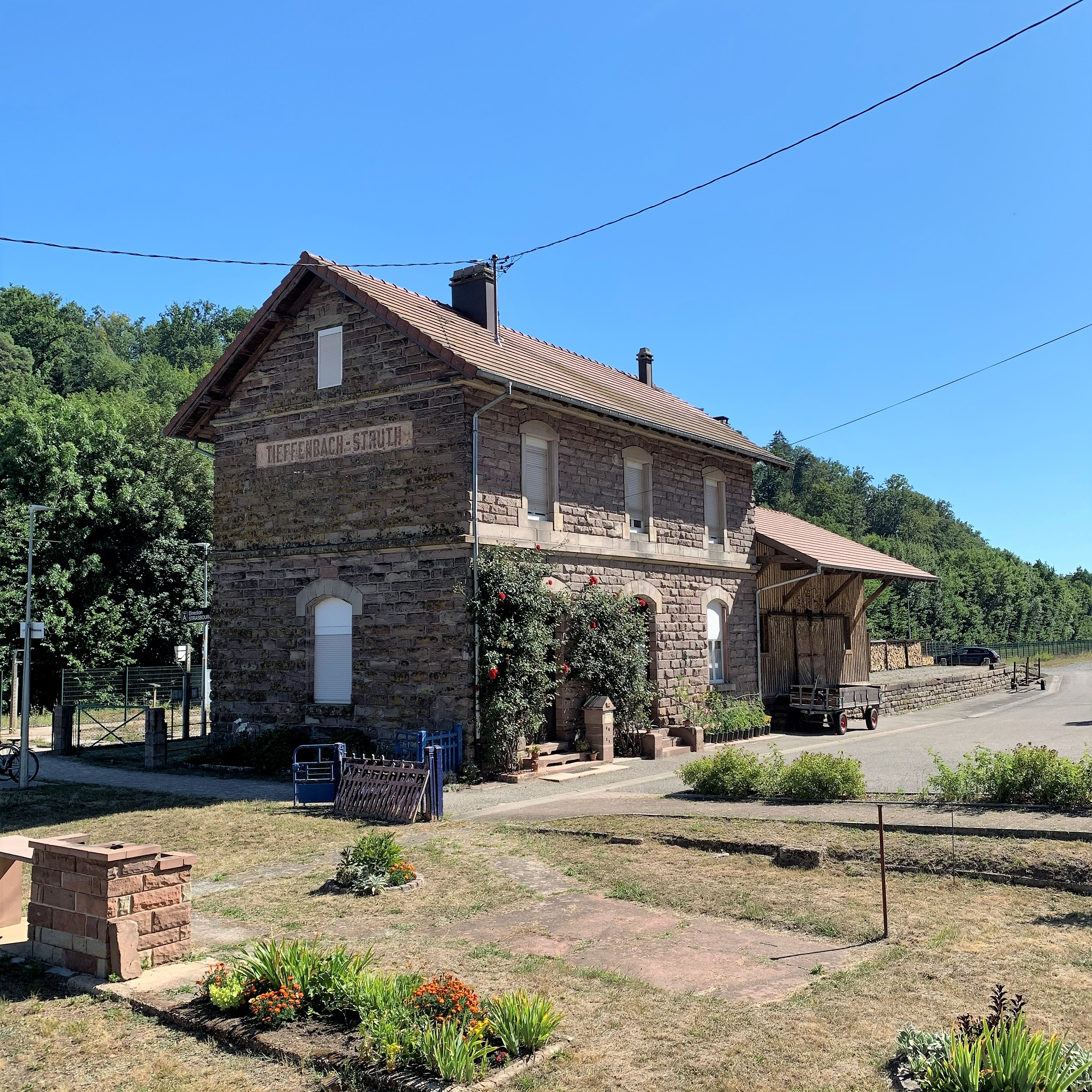
La gare de Tieffenbach - Struth.

- D78 vers Struth, Tieffenbach.

#### Transports en commun
- Transports en Alsace.
- Fluo Grand Est.

##### SNCF
- Gare de Tieffenbach - Struth,
- Gare de Diemeringen,
- Gare de Wingen-sur-Moder,
- Gare de Voellerdingen,
- Gare de Sarre-Union.

### Risques naturels et technologiques
Commune située dans une zone 3 de sismicité modérée.

## Toponymie
- Du prénom germanique Peter + bach « ruisseau ».
- Peterspach en francique rhénan[26].

## Histoire
Au XVIe siècle, Petersbach faisait partie de la seigneurie de Fénétrange. Cette seigneurie était de religion catholique (diocèse de Metz, archiprêtré de Bockenheim (Sarre-Union)
En 1586, le seigneur de Fénétrange, Charles-Philippe de Croÿ, vendit le village de Petersbach pour la somme de 10 000 florins à Georges-Jean de Veldenz, comte de La Petite-Pierre (Lützelstein), protestant. Ainsi, Petersbach devint une enclave catholique dans le comté protestant de La Petite-Pierre.
A l'issue de la guerre 1939-1945, la libération de la commune est intervenue le 21 novembre 1944.

## Politique et administration

### Découpage territorial

#### Commune et intercommunalités
Commune membre de la Communauté de communes de Hanau-La Petite Pierre.

### Élections municipales et communautaires

#### Liste des maires
| Période                                  | Période       | Identité           | Étiquette | Qualité     |
| ---------------------------------------- | ------------- | ------------------ | --------- | ----------- |
| Les données manquantes sont à compléter. |               |                    |           |             |
| mars 1935                                | octobre 1949  | Frederic Zielinger |           | Cultivateur |
| octobre 1949                             | mars 1951     | Emile Schmitt      |           | Menuisier   |
| mars 1951                                | mars 1965     | Charles Gangloff   |           |             |
| mars 1965                                | mars 1989     | Charles Engel      |           |             |
| mars 1989                                | décembre 2019 | Christian Schmitt  |           |             |
| mai 2020                                 | En cours      | Christian Fauth    |           | [ 32 ]      |

### Budget et fiscalité 2023
En 2023, le budget de la commune était constitué ainsi :
- total des produits de fonctionnement : 920 000 €, soit 1 359 € par habitant ;
- total des charges de fonctionnement : 743 000 €, soit 1 098 € par habitant ;
- total des ressources d'investissement : 85 000 €, soit 126 € par habitant ;
- total des emplois d'investissement : 269 000 €, soit 398 € par habitant ;
- endettement : 1 000 €, soit 2 € par habitant.

Avec les taux de fiscalité suivants :
- taxe d'habitation : 10,29 % ;
- taxe foncière sur les propriétés bâties : 26,38 % ;
- taxe foncière sur les propriétés non bâties : 92,66 % ;
- taxe additionnelle à la taxe foncière sur les propriétés non bâties : 0,00 % ;
- cotisation foncière des entreprises : 0,00 %.

Chiffres clés Revenus et pauvreté des ménages en 2021 : médiane en 2021 du revenu disponible, par unité de consommation : 22 950 €.

## Équipements et services publics

### Enseignement
Établissements d'enseignements:
- École maternelle et primaire.
- Collèges à Drulingen, Wingen-sur-Moder, Diemeringen, Phalsbourg.
- Lycées à Phalsbourg, Sarre-Union, Sarre-Union, Bouxwiller.

### Santé
Professionnels et établissements de santé :
- Médecins à La Petite-Pierre, Drulingen, Wingen-sur-Moder, Diemeringen, Phalsbourg,
- Pharmacies à La Petite-Pierre, Drulingen, Wingen-sur-Moder, Diemeringen, Phalsbourg,
- Hôpitaux à Phalsbourg, Sarre-Union, Ingwiller, Saverne.

## Population et société

### Démographie
L'évolution du nombre d'habitants est connue à travers les recensements de la population effectués dans la commune depuis 1793. Pour les communes de moins de 10 000 habitants, une enquête de recensement portant sur toute la population est réalisée tous les cinq ans, les populations de référence des années intermédiaires étant quant à elles estimées par interpolation ou extrapolation. Pour la commune, le premier recensement exhaustif entrant dans le cadre du nouveau dispositif a été réalisé en 2004.

En 2022, la commune comptait 677 habitants, en évolution de +5,78 % par rapport à 2016 (Bas-Rhin : +3,17 %, France hors Mayotte : +2,11 %).
| 1793 | 1800 | 1806 | 1821 | 1831 | 1836 | 1841 | 1846 | 1851 |
| ---- | ---- | ---- | ---- | ---- | ---- | ---- | ---- | ---- |
| 521  | 521  | 597  | 313  | 810  | 881  | 830  | 782  | 804  |

| 1856 | 1861 | 1866 | 1871 | 1875 | 1880 | 1885 | 1890 | 1895 |
| ---- | ---- | ---- | ---- | ---- | ---- | ---- | ---- | ---- |
| 716  | 722  | 724  | 732  | 720  | 746  | 737  | 716  | 746  |

| 1900 | 1905 | 1910 | 1921 | 1926 | 1931 | 1936 | 1946 | 1954 |
| ---- | ---- | ---- | ---- | ---- | ---- | ---- | ---- | ---- |
| 815  | 895  | 873  | 768  | 708  | 699  | 720  | 719  | 680  |

| 1962 | 1968 | 1975 | 1982 | 1990 | 1999 | 2004 | 2006 | 2009 |
| ---- | ---- | ---- | ---- | ---- | ---- | ---- | ---- | ---- |
| 705  | 704  | 740  | 793  | 725  | 694  | 688  | 709  | 679  |

| 2014 | 2019 | 2022 | - | - | - | - | - | - |
| ---- | ---- | ---- | - | - | - | - | - | - |
| 649  | 660  | 677  | - | - | - | - | - | - |

### Cultes
- Culte protestant, Paroisse de Lohr[41].
- Culte catholique, Église Saints-Pierre-et-Paul[42], Diocèse de Strasbourg.

## Économie

### Entreprises et commerces

#### Agriculture

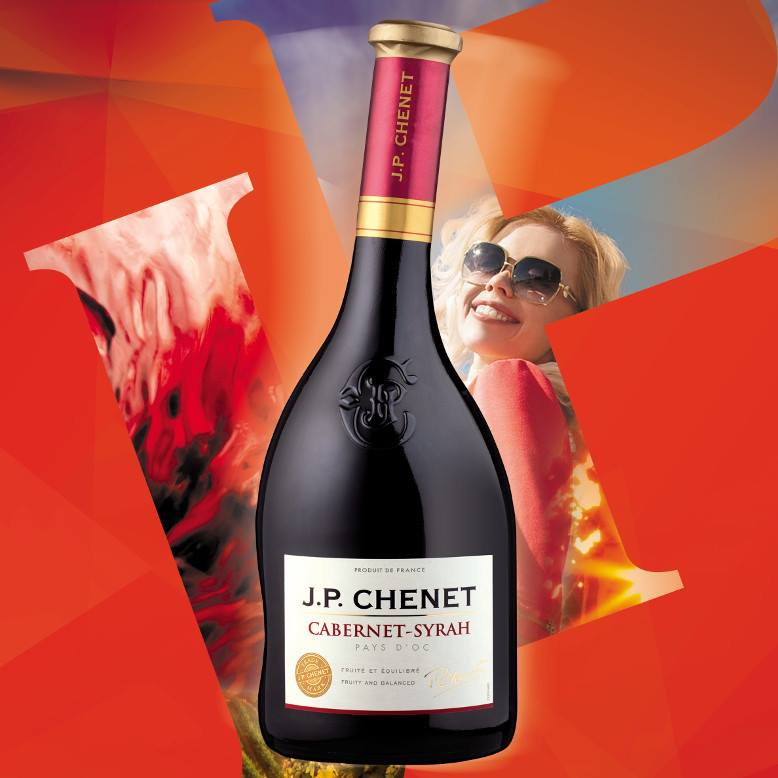
Vin JP Chenet.

- Culture de céréales, de légumineuses et de graines oléagineuses.
- Élevage d'ovins et de caprins.
- Élevage d'autres bovins et de buffles.
- Élevage d'autres animaux.
- Sylviculture et autres activités forestières

J.P. Chenet, vin de marque français produit depuis 1984 par Les Grands Chais de France, dont le siège social est à Petersbach.
- Grands Chais de France, premier négociant français de vin.

#### Tourisme
- Hôtels et hébergement similaire
- Ferme, restaurant aux Deux Clés[43].
- Hôtels-restaurants.

#### Commerces
- Commerces et services de proximité[44].

## Culture locale et patrimoine

### Lieux et monuments
Patrimoine religieux :
- Église Saint-Pierre-Saint-Paul de 1865[45],[46].

Christ en croix.
Statue Vierge à l'Enfant.
Le mobilier de l'église Saint-Pierre Saint-Paul.
- Église protestante[50],[51].

Orgue de 1875, de Stiehr Théodore (facteur d'orgues),.
Le mobilier de l'église de protestants.
- Croix de cimetière[55].
- Christ en croix[56].
- Monument aux morts[57] : Conflits commémorés : Guerres franco-allemande de 1914-1918 - 1939-1945.

Autres patrimoines :
- Mairie-école[58].
- Réplique d’un banc reposoir napoléonien.
- Patrimoine architectural rural : Maisons et fermes recensées par le service régional de l'Inventaire général du patrimoine culturel.
- Borne du serment de Koufra.

### Galerie

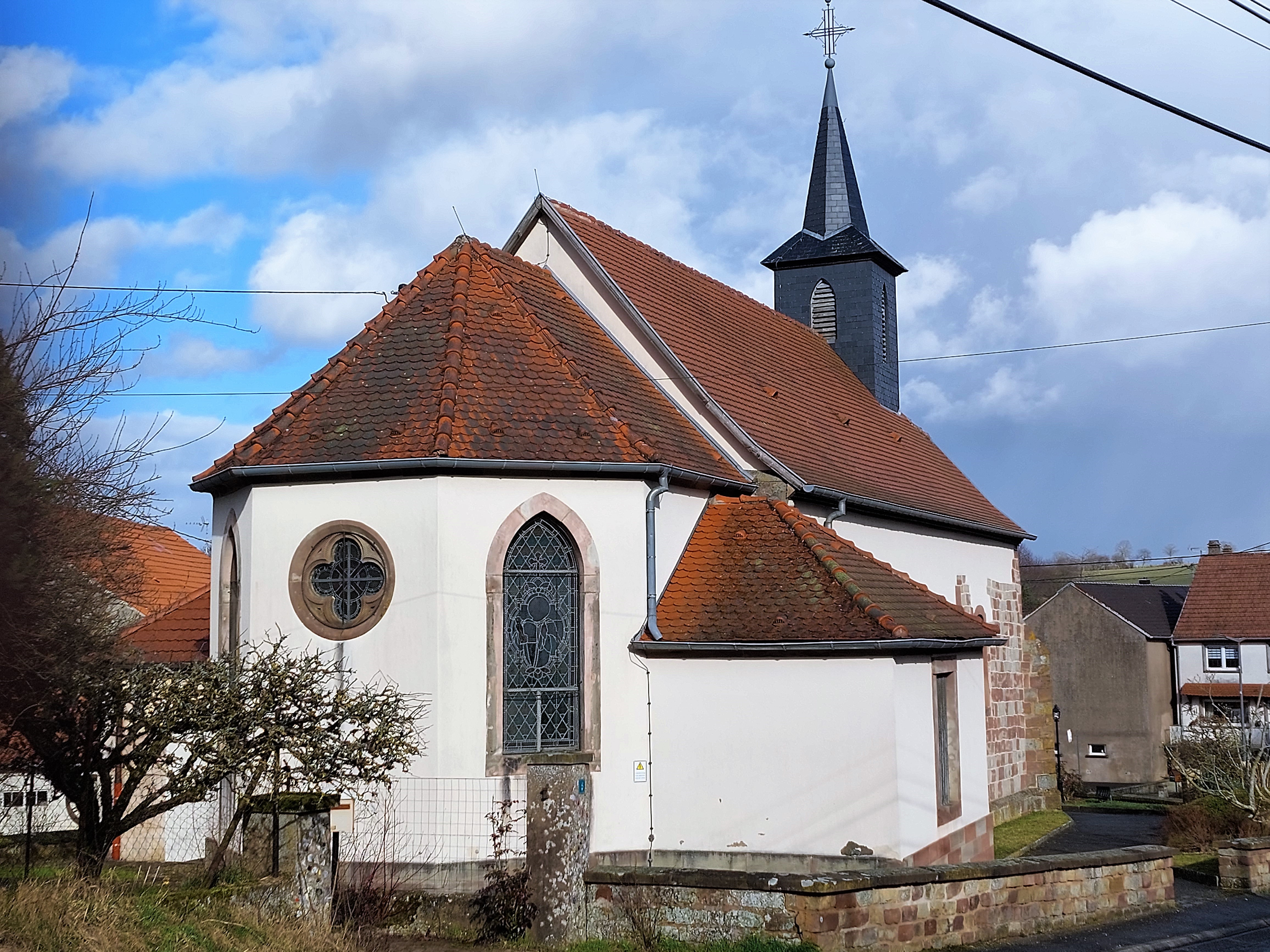
L'église Saint-Pierre-et-Saint-Paul.
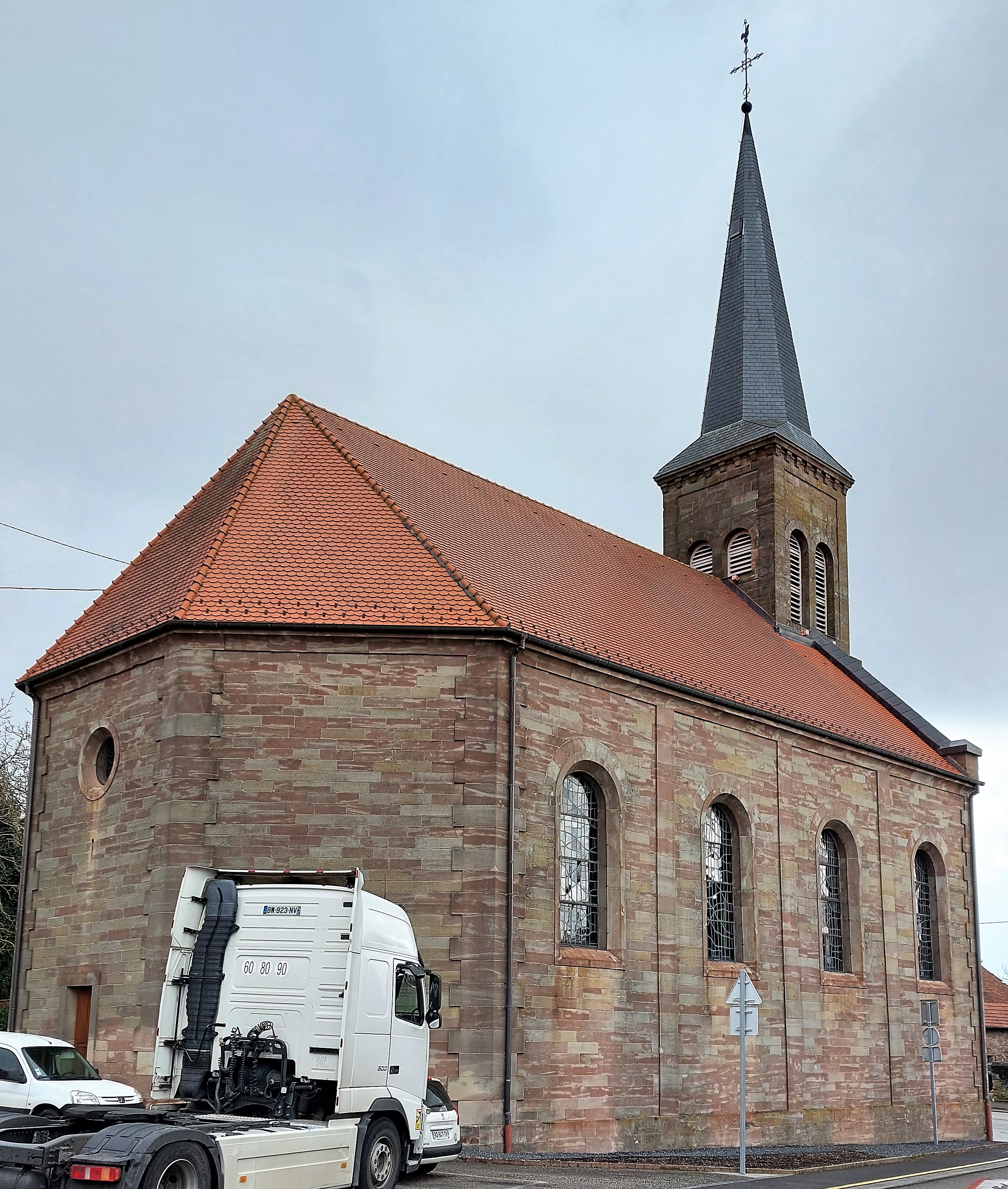
L'église protestante.
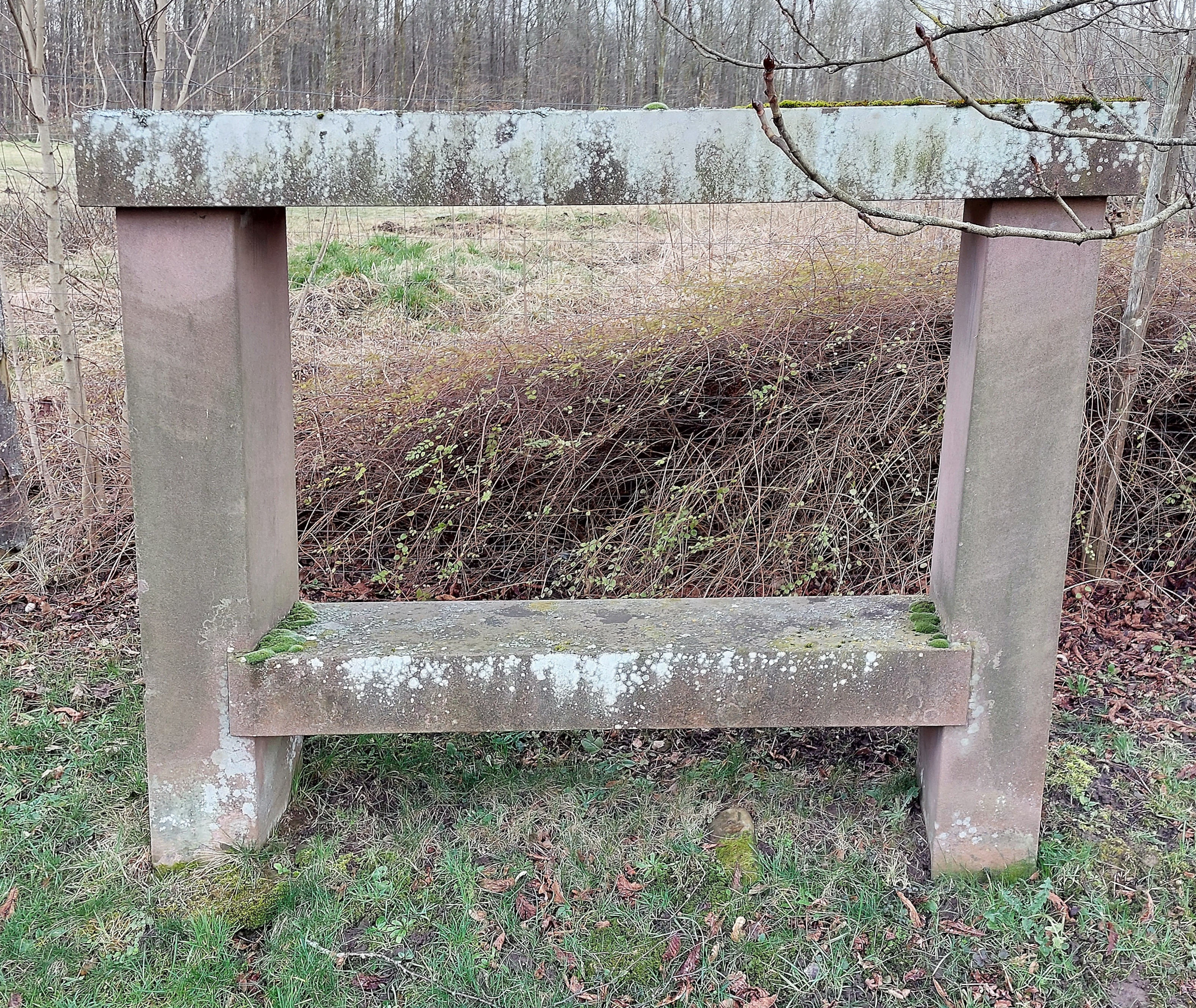
Un banc reposoir napoléonien.
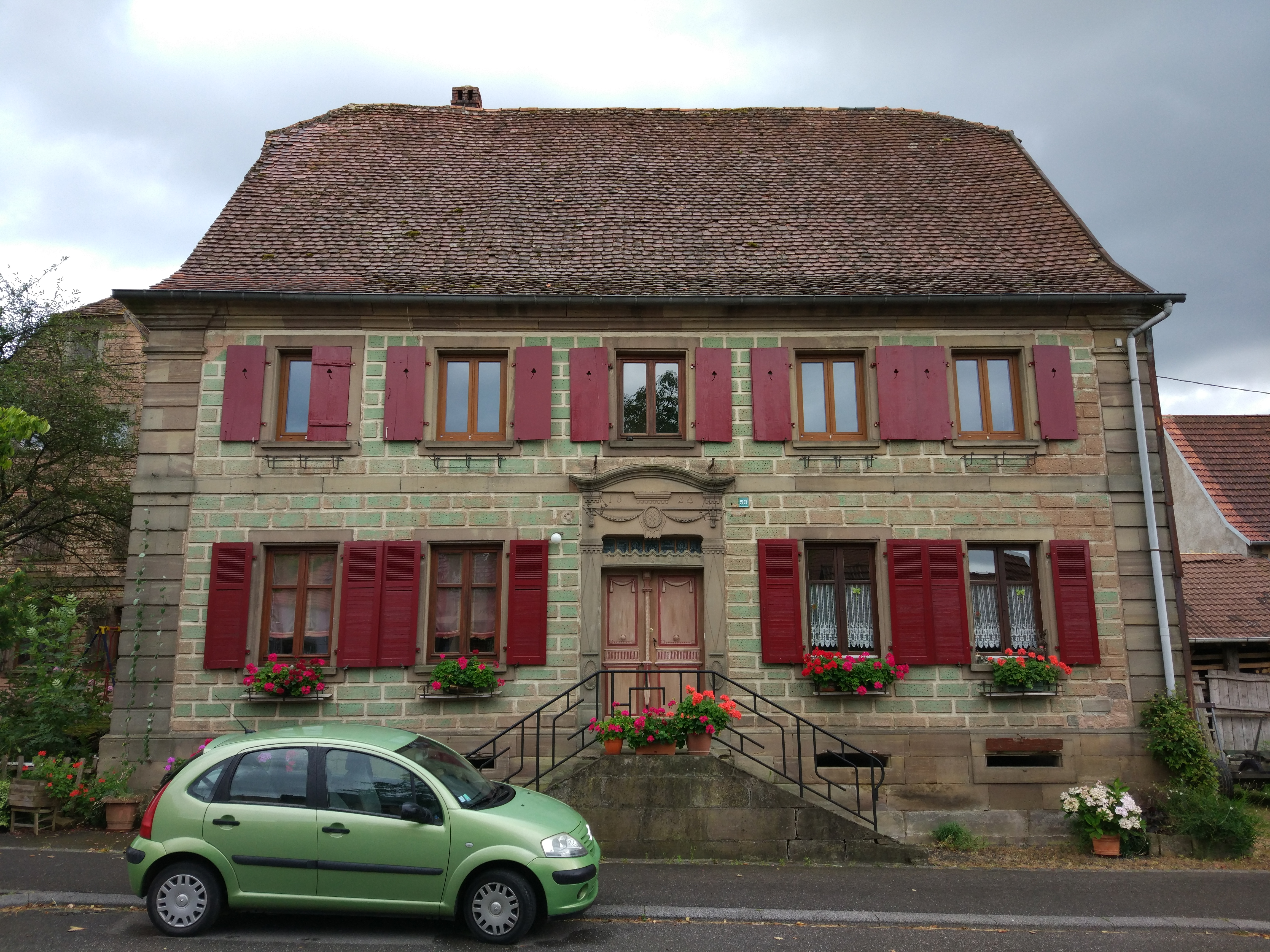
Une maison de 1824.

### Héraldique
| Blason de Petersbach | Blason  | D'argent au corbeau essorant de sable. |
| Blason de Petersbach | Détails |                                        |